# Ælfric Puttoc
Ælfric Puttoc († 22. Januar 1051 in Southwell) war Erzbischof von York und Bischof von Worcester.

## Frühe Zeit
Ælfric erscheint erstmals in der historischen Aufzeichnung als Propst von New Minster (Winchester). Er stammt vermutlich aus Wessex. 1023 wurde er zum Erzbischof von York ernannt, war aber nicht – wie zu dieser Zeit üblich – gleichzeitig Bischof von Worcester. Er erhielt seine Konsekration von Æthelnoth, dem Erzbischof von Canterbury.
Um sein Pallium zu erhalten, reiste Ælfric 1026 – als erster Erzbischof von York – nach Rom; bislang war es üblich gewesen, dass das Pallium aus Rom nach York gesandt wurde. Unter König Knut dem Großen erhielt Ælfric vom König und seiner Frau Emma das Gut Patrington in Holderness. In 1036 wird er der Geistliche gewesen sein, der Harold Harefoot zum König von England krönte, da der amtierende Erzbischof von Canterbury, Æthelnoth, ein Unterstützer von Harolds Rivalen Hardiknut war.

## Unter Hardiknut
Als Hardiknut König wurde, schloss Ælfric sich ihm an. Während dessen Herrschaft wurde Ælfric mit anderen ausgesandt, um Harolds Körper zerstückeln und zerstreuen zu lassen. Als 1040 Bischof Lyfing von Winchester beschuldigt wurde, am Mord an Alfred Ætheling beteiligt gewesen zu sein, nutzte Ælfric dessen temporäre Ungnade, um sich Worcesters zu bemächtigen. Der Chronist Johannes von Worcester berichtet, dass es Ælfric selbst war, der Lyfing beschuldigte, auch wenn unklar ist, ob er es machte, um Hardiknuts Gunst oder das Bistum Worcester zu erwerben. Ælfric wurde 1041 in beiden Bistümern abgesetzt.
Ælfrics wichtigste politischen Aktivitäten fanden während der Regierungszeit von Hardiknut statt, obwohl er auch Urkunden von Knut dem Großen, Harold Harefoot und Eduard dem Bekenner attestierte.
Ælfric ließ 1037 die Reliquien von John von Beverley in einen neuen Schrein in Beverley transferieren und setzte sich dafür ein, den Kult dieses Heiligen zu fördern, indem er neue Gebäude zur Verfügung stellte und der Kirche Stiftungen machte. Eine Kuriosität seiner Zeit als Erzbischof war, dass er als Amtsbezeichnung statt des üblichen archiepiscopus die Bezeichnung archipraseul benutzte. Er gründete Häuser für Kanoniker in seiner Erzdiözese und setzte insofern die Arbeit seines Vorgängers fort. Eine spätmittelalterliche Quelle, die von John Leland übermittelt wurde, behauptet, dass Ælfric in Beverley die Ämter Küster, Kanzler und Präzentor schuf.

## Unter Eduard dem Bekenner
1042 wurde Ælfrics Nachfolger Æthelric als Erzbischof von York abgesetzt und Ælfric konnte in dieses Amt zurückkehren. Er amtierte mit Erzbischof Eadsige von Canterbury am 3. April 1043 in Winchester bei der Krönung Eduards des Bekenners. Ælfric starb am 22. Januar 1051 in Southwell und wurde in der Kathedrale von Peterborough bestattet. Während der spätmittelalterliche Chronist Wilhelm von Malmesbury glaubte, dass Ælfric Zurechtweisung verdiene, nannte die Angelsächsische Chronik ihn „sehr ehrwürdig und weise“. Ælfric hinterließ seine Gewänder und seinen Altar der Peterborough Abbey.
Ælfrics Beiname „Puttoc“ leitet sich wahrscheinlich von altenglisch Pyttel, „Milan, kleiner Falke“ ab und war möglicherweise eine Erfindung der Mönche von Worcester, um Ælfric herabzusetzen. Es kann auch „Bussard“ bedeuten. Die Bezeichnung tritt nur bei Ælfric selbst auf, so dass es unwahrscheinlich ist, dass es sich um einen echten Familiennamen handelt
Das Northumbrian Priests’ Law, das üblicherweise Ælfrics Vorgänger Wulfstan II. von York zugeschrieben wird, kann auch von Ælfric oder seinem Nachfolger Cynesige stammen.